# 美好年華
美好年華（英語：Annus Mirabilis），是法國出生的英國及阿聯酋純種競賽馬匹。生涯活躍於一哩及中距離賽事，曾勝出1996年每日王冠，更在1996至1998年期間達成冬山錦標三連霸。

## 出賽前
1992年3月15日出生於法國Darley Stud Manament，所有權歸於牧場擁有人，即阿聯酋總理兼副總統、杜拜謝赫穆罕默德·本·拉希德·阿勒馬克圖姆酋長旗下。
其後交由英國練馬師司徒德爵士訓練。

## 競賽生涯

### 2歲
1994年9月2日出戰金頓馬場條件戰徹特西船閘錦標，雖然比賽途中保持在後方，並在末段嘗試加速上前，但最終仍然以第四落敗。
其後返回新馬級別的救生艇錦標作賽，比賽初段仍然採用後上戰術，在剩下400米時由內欄位置加速上前，在最後200米輕鬆取得勝利後繼續拉開後方，最終以3馬位優勢取得首勝。
9月3日出戰表列賽達德素錦標，採用通常戰術下在初段維持在中後方附近，於途程過半後開始上前蠶食對手。進入末段時，其以優秀的加速力瞬間趕過先頭部隊，最終戰勝Muhab取得勝利。
年末以一級賽馬報錦標作為目標，本次比賽稍為前置下於第三、四左右推進，通過彎道時開始發力。進入直路後，其嘗試迫近前方取得領先的蓋德鞦韆，但完全無法威脅對手下被大幅拋離，最終落後12馬位取得第二。

### 3歲
進入1995年其以東帝錦標作為首戰，保持於後方位置下在過彎道時仍然未有太大動作，繼續處於內欄位置等待時機。進入直路後，其於中段待前方馬群散開後逐步加速透出，其後和外側的經典名言展開纏鬥，但最終不敵對手下以1/2馬位差距取得第二。
於東帝錦標失利後轉往一哩前往法國出戰莊柏德大賽，比賽初段處於約莫第五的位置推進，然而在直路時一直未能將同主馬Torrential超越，最終取得三連亞的戰績。
6月選擇以皇家雅士谷賽期的聖詹姆士皇宮錦標作為目標，比賽途中一直留守在內欄中團位置，但轉入直路後的衝勢未見明顯，最終僅跑獲第五的戰績。
2個星期後重返中長途賽事出戰愛爾蘭打吡，由外檔位置出閘後隨即放慢節奏保持在後方，直至彎道處才逐步抽出外檔位置望空。進入直路後，其繼續在大外檔加速追擊前方的賽駒，可惜未能超越飛來情及Definite Article下取得第三。
8月繼續出戰英國國際錦標，於中團位置展開推進下於彎道處逐步發力上前，但在直路上未能全力衝刺下被賀齡及巴利拋離，再度取得第三的名次。
未有突破之下選擇出戰表列賽當世盃進行調整，比賽途中一直緊盯領放馬Done Well前進，在直路超越對手取得領先下繼續展開加速，最終以5馬位優勢取得時隔11個月的勝利。

### 4歲
1996年年初，其所有權由穆罕默德·本·拉希德·阿勒馬克圖姆酋長旗下轉移至酋長經營的賽馬集團高多芬，同時轉由阿聯酋練馬師蘇萊訓練。
3月10日前往阿聯酋出戰年度首戰條件戰堅蘭一哩賽，然而完全未能接近對手下最終以包尾第四落敗。
其後返回歐洲以愛爾蘭的達德素金盃作為目標，順利出閘後保持在第二的位置，但在直路稍為外閃下被Definite Article及天馬利達壓制，取得第三的戰績。
其後繼續維持較為不穩的表現，於夏域錦標中雖然一度取得領先，但被Oscar Schindler超越下以第二落敗，7月在太子妃錦標中亦以同樣狀況取得第三。
在英皇佐治五世及皇后伊利沙伯鑽石錦標中以第五落敗後，其選擇出戰三級賽冬山錦標，於比賽途中維持不俗的走勢下在最後200米處將領先的Salmon Ladder超越，最終以3/4馬位優勢取得首個分級賽冠軍。
10月遠征日本出戰每日王冠，本次比賽其因在內檔起步而選擇前置，保持在內欄位置下在彎道處稍微外閃取位。進入直路後，其以望空的姿態順利加速上前，最終在最後關頭將Toyo Lyphard超越，達成分級賽連勝。

### 5歲
1997年首戰選擇為英屬香港的女皇盃，比賽初段處於中團靠前位置下在對面直路中後段開始推進上前，然而在直路上一直未能追上經已透出的倫敦新聞及百勝威，以第三的戰績落敗。
稍為休養後在8月出戰條件戰李察保頓保險集團錦標，在最後400米處經已超越前方賽駒取得領先，其後輕鬆維持優勢下取得勝利。
2星期後再度出戰冬山錦標，於僅有4匹參戰馬的情況下保持在隊伍最後方的位置，在進入彎道後隨即加速上前，最終順利透出下以3 1/2馬位優勢達成連霸。
9月21日遠征美國出戰鬥士錦標，比賽初段選擇前置戰術保持在第三的位置，但在彎道處於內欄被壓制下無法順利提速，最終以第五的戰績作結。
12月轉戰香港出戰香港國際盃，本次比賽選擇在中團位置展開推進，在彎道處抽出外檔發力下逐步上前，但於直路失勢下逐漸被其他對手超越，最終以第七落敗。

### 6歲
1998年年初隨即前往阿聯酋出戰賽事調整，但於兩場條件戰澳盛銀行錦標及Altajir Glass錦標中均取得第二的戰績。
3月出戰當時仍為表列賽的杜拜免稅店盃，比賽初段選擇領放戰術下保持穩定的步速，同時一直距離後方1個馬位身距。進入直路後，其仍然在最前方位置處於領先的狀態，一直保持加速姿態下迅速帶離追擊的Intikhab 6個馬位大勝。
2個月後於意大利角逐共和國總統大賽，但未能全力衝刺下敗於Polar Prince取得亞軍。
其後再度遠征日本以鳴尾紀念作為目標，交由當地騎師橫山典弘策騎。比賽開始後，其選擇在第三的位置展開推進，但於對面直路接近第三彎道處時開始發力，超越前方的Tokai Taro及Foundry Rivlia取得領先。然而進入直路後，其受到天雨造成的大爛地影響下未能維持走勢，最終被Sunrise Flag及氣槽追上以第三落敗。
返回歐洲後挑戰冬山錦標，於本次比賽中繼續採用中團戰術展開推進，在彎道處逐步透出下和相同位置的Mountain Song展開纏鬥，最終以頸位優勢壓贏對手成功達成三連霸。
10月下旬遠征澳洲出戰麥堅倫錦標，比賽初段隨即搶前並進行領放，沿途逐步加速下拉開後方對手，但於最後彎道稍為放慢節奏。進入直路後，其嘗試在內欄位置堅守自身的走勢，但受到早前較快步速的影響下被Champagne、來定得及Aerosmith超越，以第四的戰績落敗。

### 7歲
1999年休養過後在5月於英國出戰第2班賽事識價盃經典錦標，然而走勢全無下以包尾第十大敗。
其後陣營認為其開始衰退，加上年齡的因素，決定安排其退役。

### 搶齊賽績
| 日期       | 舉辦國家 | 馬場     | 距離   | 級別 | 賽事名稱                           | 負重 | 騎師         | 馬號     | 出馬 | 名次 | 時間     | 頭馬（二馬）         |
| ---------- | -------- | -------- | ------ | ---- | ---------------------------------- | ---- | ------------ | -------- | ---- | ---- | -------- | -------------------- |
| 2/9/1994   | 英國     | 金頓     | 草1400 |      | 徹特西船閘錦標                     | 55.5 | 魏德禮       | 記錄缺失 | 10   | 4    | 記錄缺失 | Stiletto Blade       |
| 14/9/1994  | 英國     | 雅勿夫   | 草1400 |      | 救生艇錦標                         | 57   | Ray Cochrane | 記錄缺失 | 13   | 1    | 1:29.30  | （Neuwest）          |
| 30/9/1994  | 英國     | 新市場   | 草1400 | L    | 達德素錦標                         | 55   | 靳能         | 1        | 7    | 1    | 1:25.15  | （Muhab）            |
| 22/10/1994 | 英國     | 唐加士達 | 草1600 | GI   | 馬報錦標                           | 57   | 戴圖理       | 1        | 8    | 2    | 記錄缺失 | 蓋德鞦韆             |
| 17/5/1995  | 英國     | 約克     | 草2080 | GII  | 東帝錦標                           | 55.5 | 靳能         | 1        | 8    | 2    | 記錄缺失 | 經典名言             |
| 4/6/1995   | 法國     | 尚蒂伊   | 草1800 | GI   | 莊柏德大賽                         | 58   | 靳能         | 記錄缺失 | 7    | 2    | 記錄缺失 | Torrential           |
| 20/6/1995  | 英國     | 雅士谷   | 草1600 | GI   | 聖詹姆士皇宮錦標                   | 57   | 魏德禮       | 2        | 9    | 5    | 記錄缺失 | 巴利                 |
| 20/7/1995  | 愛爾蘭   | 卻拉     | 草2400 | GI   | 愛爾蘭打吡                         | 57   | 史永邦       | 1        | 13   | 3    | 記錄缺失 | 飛來情               |
| 15/8/1995  | 英國     | 約克     | 草2080 | GI   | 英國國際錦標                       | 55.5 | 靳能         | 3        | 6    | 3    | 記錄缺失 | 賀齡                 |
| 16/9/1995  | 英國     | 艾亞     | 草2200 | L    | 當世盃                             | 52.5 | 賀倫         | 記錄缺失 | 7    | 1    | 2:17.04  | （Captain Horatius） |
| 10/3/1996  | 阿聯酋   | 詩柏     | 泥1600 |      | 堅蘭一哩賽                         | 56   | 戴圖理       | 記錄缺失 | 4    | 4    | 記錄缺失 | Istinsaar            |
| 26/5/1996  | 愛爾蘭   | 卻拉     | 草2000 | GII  | 達德素金盃                         | 56   | 戴圖理       | 記錄缺失 | 8    | 3    | 記錄缺失 | Definite Artcle      |
| 21/6/1996  | 英國     | 雅士谷   | 草2400 | GII  | 夏域錦標                           | 55   | John Carroll | 2        | 8    | 2    | 記錄缺失 | Oscar Schindler      |
| 9/7/1996   | 英國     | 新市場   | 草2400 | GII  | 太子妃錦標                         | 58   | 列特         | 記錄缺失 | 8    | 3    | 記錄缺失 | Posidonas            |
| 27/7/1996  | 英國     | 雅士谷   | 草2400 | GI   | 英皇佐治六世及皇后伊利沙伯鑽石錦標 | 60   | 曉斯         | 1        | 8    | 5    | 記錄缺失 | 奔達                 |
| 24/8/1996  | 英國     | 溫莎     | 草2000 | GIII | 冬山錦標                           | 57   | 戴圖理       | 1        | 5    | 1    | 2:09.10  | Salmon Ladder        |
| 6/10/1996  | 日本     | 東京     | 草1800 | GII  | 每日王冠                           | 56   | 賀倫         | 4        | 12   | 1    | 1:45.8   | （Toyo Seattle）     |
| 13/4/1997  | 英屬香港 | 沙田     | 草2000 | HKGI | 女皇盃                             | 57   | 戴圖理       | 6        | 14   | 3    | 記錄缺失 | 倫敦新聞             |
| 8/8/1997   | 英國     | 新市場   | 草2000 |      | 李察保頓保險集團錦標               | 60   | 戴圖理       | 1        | 6    | 1    | 2:06.07  | （Sarayir）          |
| 23/8/1997  | 英國     | 溫莎     | 草2000 | GIII | 冬山錦標                           | 60.5 | 戴圖理       | 1        | 4    | 1    | 2:03.80  | （Even Top）         |
| 21/9/1997  | 美國     | 貝蒙園   | 草2200 | GI   | 鬥士錦標                           | 57   | 史提芬       | 8        | 10   | 5    | 記錄缺失 | Influent             |
| 14/12/1997 | 香港     | 沙田     | 草1800 | GII  | 香港國際盃                         | 57   | 戴圖理       | 7        | 14   | 7    | 記錄缺失 | 威太子               |
| 29/1/1998  | 阿聯酋   | 詩柏     | 泥1800 |      | 澳盛銀行錦標                       | 58   | John Carroll | 記錄缺失 | 3    | 2    | 記錄缺失 | Sharaf Kabeer        |
| 22/2/1998  | 阿聯酋   | 詩柏     | 泥1800 |      | Altajir Glass錦標                  | 55.5 | 史永邦       | 記錄缺失 | 4    | 2    | 記錄缺失 | Intikhab             |
| 28/3/1998  | 阿聯酋   | 詩柏     | 泥2000 | L    | 杜拜免稅店盃                       | 57   | 史提芬       | 9        | 10   | 1    | 2:04.32  | （Intikhab）         |
| 28/5/1998  | 意大利   | 卡帕萊   | 草2000 | GI   | 共和國總統大賽                     | 57   | 戴圖理       | 記錄缺失 | 7    | 2    | 記錄缺失 | Polar Prince         |
| 21/6/1998  | 日本     | 阪神     | 草2000 | GII  | 鳴尾紀念                           | 58   | 橫山典弘     | 6        | 14   | 3    | 2:04.3   | Sunrise Flag         |
| 29/8/1998  | 英國     | 溫莎     | 草2000 | GIII | 冬山錦標                           | 59   | 奧東豪       | 2        | 9    | 1    | 2:03.90  | （Mountain Song）    |
| 31/10/1998 | 澳洲     | 費明頓   | 草2000 | GI   | 麥堅倫錦標                         | 58   | 戴圖理       | 12       | 11   | 4    | 記錄缺失 | Champagne            |
| 8/5/1999   | 英國     | 古活     | 草2000 |      | 識價盃經典錦標                     | 59   | 奧東豪       | 1        | 10   | 10   | 記錄缺失 | 峻嶺                 |

## 退役後
退役後，美好年華成為了配種馬並被引入日本，原定於北海道靜內町（今新日高町）Lex Stud休養，在2000年進行配種。
然而於1999年10月12日，其抵達日本北海道厚真町北海道膽振動物檢疫所後出現高燒現象，因使用抗生素會導致傳染病被抑制未能被檢出下未有即時治療。11月2日在隔離期結束後隨即被送往北海道苫小牧市社台馬匹診所接受觀測，但於11月4日仍然因病去世，享年7歲。

## 血統簡介
父系警告爲英國賽駒，生涯戰績極佳，曾勝出女皇伊莉莎白二世錦標及薩塞克斯錦標等一級賽。祖父Known Fact爲美國生產的英國賽駒，生涯戰績亦極佳，曾勝出二千堅尼錦標，血統上出自較稀有的高多芬阿拉伯系。
母系Anna Petrovna為法國出生的英國賽駒，生涯僅勝出兩場賽事。外祖父Wassl為英國賽駒，生涯戰績優秀，曾勝出愛爾蘭二千堅尼，亦於約瑟麥格夫紀念錦標中跑獲亞軍及在隆尚磨坊大賽和兩次薩塞克斯大賽中取得季軍。

### 血統表
| 父線：鬥士系（Hurry On系）            |                                   |                |                |
| 種馬 警告 1985年（棗色）              | Known Fact 1977年（棗色）         | In Reality     | Intentionally  |
| 種馬 警告 1985年（棗色）              | Known Fact 1977年（棗色）         | In Reality     | My Dear Girl   |
| 種馬 警告 1985年（棗色）              | Known Fact 1977年（棗色）         | Tamerett       | Tim Tam        |
| 種馬 警告 1985年（棗色）              | Known Fact 1977年（棗色）         | Tamerett       | Mixed Marriage |
| 種馬 警告 1985年（棗色）              | Slightly Dangerous 1979年（棗色） | 雷弼圖         | Hail to Reason |
| 種馬 警告 1985年（棗色）              | Slightly Dangerous 1979年（棗色） | 雷弼圖         | Bramalea       |
| 種馬 警告 1985年（棗色）              | Slightly Dangerous 1979年（棗色） | Where You Lead | Raise a Native |
| 種馬 警告 1985年（棗色）              | Slightly Dangerous 1979年（棗色） | Where You Lead | Noblesse       |
| 繁殖雌馬 Anna Petrovna 1987年（棗色） | 1980年（深棗色）                  | 水車礁石       | Never Bend     |
| 繁殖雌馬 Anna Petrovna 1987年（棗色） | 1980年（深棗色）                  | 水車礁石       | Milan Mill     |
| 繁殖雌馬 Anna Petrovna 1987年（棗色） | 1980年（深棗色）                  | Hayloft        | Tudor Melody   |
| 繁殖雌馬 Anna Petrovna 1987年（棗色） | 1980年（深棗色）                  | Hayloft        | Haymaking      |
| 繁殖雌馬 Anna Petrovna 1987年（棗色） | Anna Paola 1978年（栗色）         | Prince Ippi    | Imperial       |
| 繁殖雌馬 Anna Petrovna 1987年（棗色） | Anna Paola 1978年（栗色）         | Prince Ippi    | Prinzess Addi  |
| 繁殖雌馬 Anna Petrovna 1987年（棗色） | Anna Paola 1978年（栗色）         | Antwerpen      | Waldcanter     |
| 繁殖雌馬 Anna Petrovna 1987年（棗色） | Anna Paola 1978年（栗色）         | Antwerpen      | Adelsweihe     |
| 雌系：號族：7-f                       |                                   |                |                |
| 五代內近親交配：Tudor Minstrel 5×5    |                                   |                |                |

## 命名由來
名字Annus Mirabilis為拉丁語，常指完成了重大發明或發現的年份奇蹟年，香港則翻譯為「美好年華」。

## 外部連結
- 美好年華 racingpost.com
- 美好年華 netkeiba.com
- 血統表